# Oceaniska regionen
Oceaniska regionen är den av världens djurgeografiska regioner som har den minsta totala landmassan, och är unik i det avseendet att den inte omfattar någon större landmassa. Regionen omfattar stillahavsöarna Mikronesien, Fiji och större delen av Polynesien (Nya Zeeland räknas dock till den australiska regionen). Oceaniska regionen är också den geologiskt sett yngsta. Alla de andra djurgeografiska regionerna innehåller gamla kontinentallandmassor eller rester av sådana, medan oceaniska regionen mestadels består av öar som bildats genom vulkanism. Öarna varierar i storlek från väldigt små korallatoller till stora bergiga öar som Hawaii och Fiji.
Klimatet på öarna i den oceaniska regionen är tropiskt eller subtropiskt och varierar från fuktigt till säsongsvis torrt. De fuktigare delarna av öarna täcks av tropisk regnskog, medan de torrare delarna och många korallöar, täcks av tropisk torr lövskog  och savann.
Då dessa öar aldrig haft någon landbrygga till någon kontinent så har den flora och fauna som finns där kommit sjövägen eller flugit dit. När dessa arter väl anlänt till öarna så anpassade de sig till förhållandena där.